# Curia Hostilia
La Curia Hostilia era il più antico luogo di riunione del Senato romano, costruito nel Comizio (nell'area del Foro) secondo la leggenda dal terzo re di Roma, Tullo Ostilio, a seguito alla cooptazione dei nobili di Alba Longa nel Senato.

## Descrizione
Essendo un'area sacra agli auguri, era orientata sui punti cardinali, con un'aula rettangolare con il lato maggiore sull'asse nord-sud. Sempre nell'area del Comizio i senatori avevano a disposizione fin dalla prima età repubblicana anche la zona detta Senaculum.
Per la tradizione romana, Tarquinio il Superbo, dopo aver spintonato il re Servio Tullio fuori dalla Curia, lo scagliò giù dalla scalinata dell'edificio stesso.
Manio Valerio Massimo Messalla vi fece dipingere un affresco che raffigurava la vittoria da lui conseguita ad Imera, in seguito alla quale gli era stato concesso il trionfo.
L'edificio fu ampliato all'epoca di Silla (80 a.C.), quando il numero dei membri del Senato venne portato da 300 a 600.
L'edificio della Curia venne in seguito distrutto da un incendio nel 52 a.C., durante il funerale di Publio Clodio Pulcro e venne ricostruito dal figli di Silla. All'epoca della costruzione del Foro di Cesare venne definitivamente demolita e al suo posto venne costruita una struttura più imponente, la Curia Iulia, che nella forma della ristrutturazioni successive è sopravvissuta fino ad oggi. La Curia Hostilia oggi invece si trova sotto la chiesa dei Santi Luca e Martina.

## Galleria d'immagini
Curia Hostilia

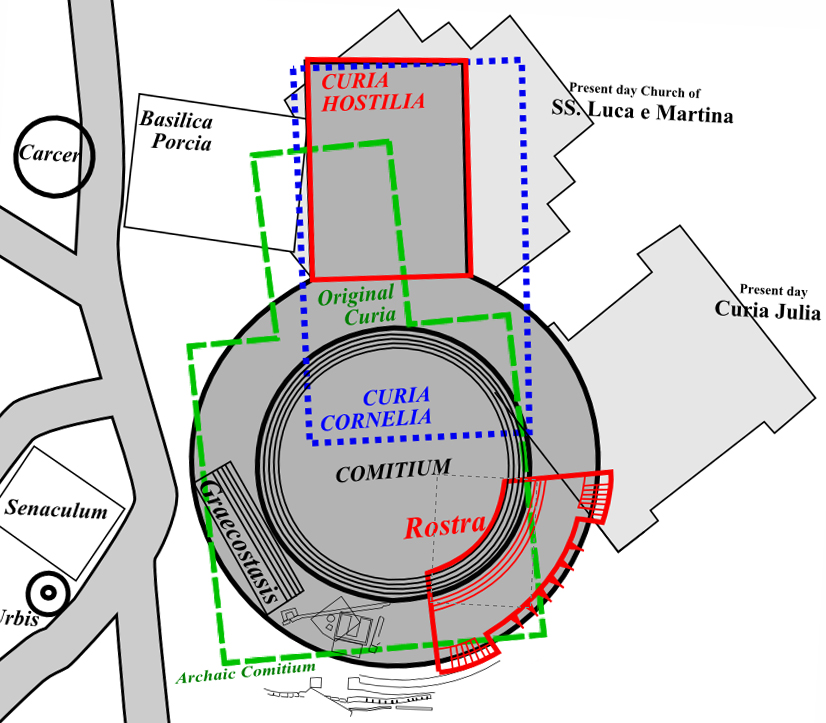
Curia Hostilia nell'antica Roma nel 52 a.C.
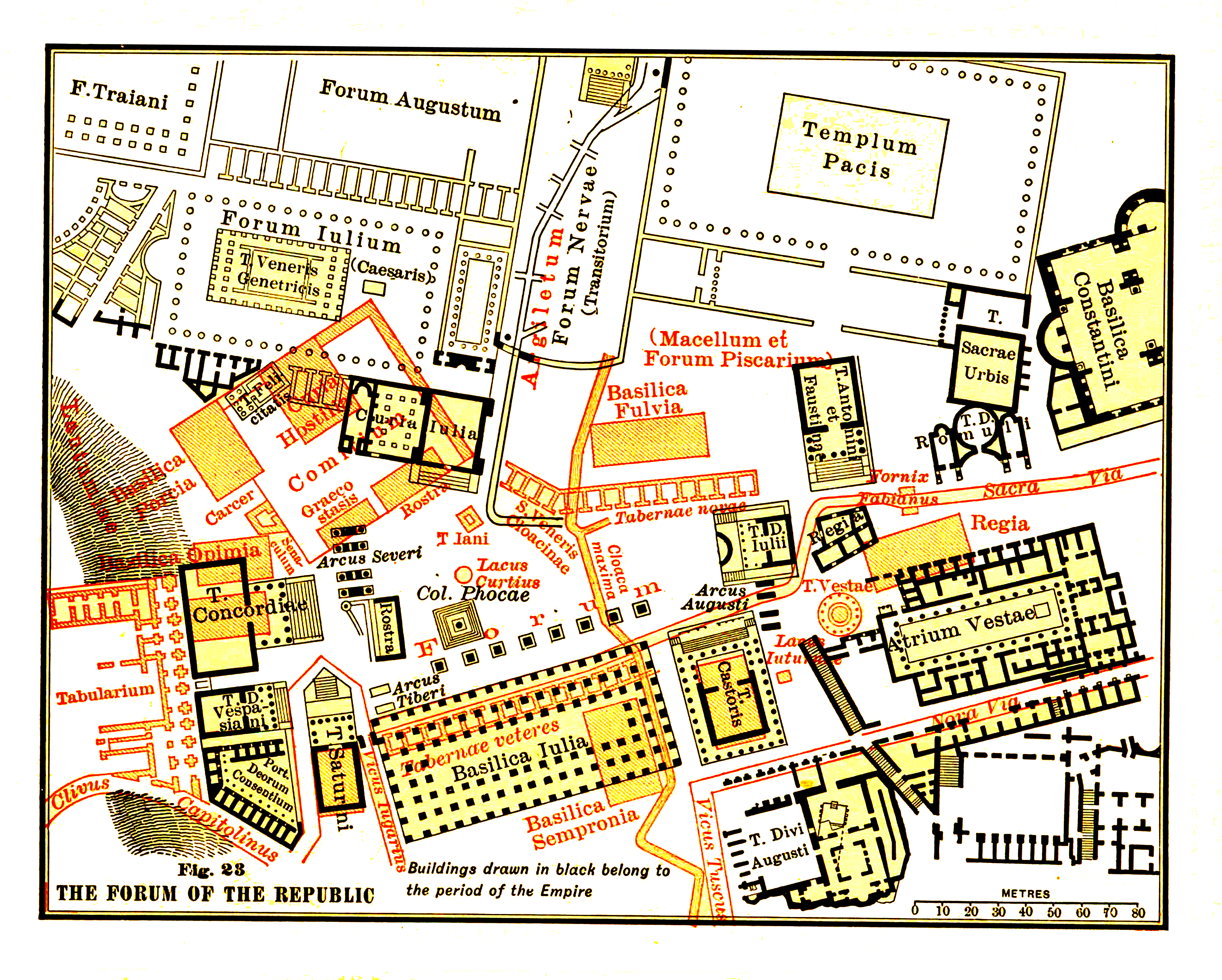
La pianta di Roma antica.